# Longkamp
Longkamp é um município da Alemanha, localizado no região Hunsrück , no estado de Renânia-Palatinado.